# Йоган Віллем Фрізо Нассау-Оранський
Йоган Віллем Фрізо (нід. Johan Willem Friso van Nassau-Oranje; 14 серпня 1687 — 14 липня 1711) — князь Нассау-Дицький (1696—1702), князь Нассау-Оранський і барон Бреди (1702—1711), штатгальтер Фрісландії (1696—1711) і Ґронінґена (1696—1711).
Родоначальник та прямий предок сучасної королівської династії Нідерландів — будинку Оранських-Нассау. З 1945 до 2022 р. Йоган Віллем Фрізо та його дружина Марія Луїза були спільними предками для всіх тогочасних європейських монархів. З 2023 року для всіх правлячих європейських монархів спільними предками є Людовик IX, ландграф Гессен-Дармштадтський і його дружина пфальцграфиня Кароліна Цвайбрюкенська.

## Життєпис
Йоган Віллем Фрізо був єдиним сином і спадкоємецем князя Генрика Казимира II (1657—1696), і принцеси Генрієти Амалії Ангальт-Дессауської (1666—1726). Двоюрідний брат і спадкоємець Вільгельма III Оранського .
1696 року, після ранньої смерті свого батька, дев'ятирічний  Йоган Вільгельм Фрізо успадкував титул князя Нассау-Діца, а також посаду штатгальтера Фрісландії, Ґронінґену та Дренте. Але регенткою і володаркою земель була його мати Генрієта Амалія.
1702 року, після смерті свого двоюрідного брата принца Вільгельма III Оранського, згасла чоловіча лінія нащадків Вільгельма Мовчазного (1533—1584). Йоганн Вільгельм Фрізо, як єдиний чоловічий нащадок Яна VI, графа Нассау-Ділленбурга, молодшого брата принца Оранського Вільгельма Мовчазного, і онук за жіночою лінією принца Фредеріка-Генріха Оранського (1584—1647), діда Вільгельма III, успадкував всі землі та титули останнього. Таким чином Йоган став родоначальником нової лінії Оранського дому та засновником сучасної королівської династії Нідерландів.
Але республіканські сили Голландії виступили проти посилення монаршої влади однієї людини. П'ять провінцій, якими керував Вільгельм III Оранський — Голландія, Зеландія, Утрехт, Гельдерн і Оверейссел — відмовилися визнавати владу Йогана Вільгельма Фрізо, й він контролював лише провінції Фрісландія та Ґронінґен, де правили його предки.
1707 року Йоган Вільгельм Фрізо, принц Оранський, став генералом голландської армії під час Війни за іспанську спадщину під командуванням герцога Джона Мальборо. Він командував голландською піхотою у битві при Ауденарді, під час облоги Лілля та у битві при Мальплаку.
26 квітня 1709 року він одружився з принцесою Марією Луїзою Гессен-Кассельською, донькою Карла I, ландграфа Гессен-Касселя і Марії Амалії, донькою Якова Кеттлера, князя Курляндського і Семигальського. У них було двоє дітей.
1711 року, у віці 24 роки, їдучи з фронту у Фландрії, щоб зустрітися з королем Пруссії в Гаазі, Йоган Віллем потонув 14 липня, коли пором на річці Голландс-Діп біля Мудрейку раптово перекинувся.
Його єдиний син і спадкоємець Віллем народився через шість тижнів після загибелі батька. Немовля проголосили штатгальтером Фрісландії та Ґронінґену, а регенткою і правителькою стала його мати Марія Луїза. Віллем IV пізніше став штатгальтером усіх семи голландських провінцій.
Третій Оранський дім по чоловічій лінії згас 1890 року. До 2022 року всі правлячі монарші доми Європи були представлені нащадками  його дітей: сина Вільгельма IV Оранського та дочки Амалії Нассау-Дітц.
До гілки Амалії належать: королівський дім Бельгії, княжий дім Ліхтенштейну, Монако, Люксембургу, королівський дім Румунії.
До гілки Вільгельма IV належать: королівський дім Бельгії, королівський дім Данії, королівський дім Греції, Болгарії, князівства Люксембургу, королівський дім Нідерландів, королівський дім Норвегії, королівський дім Румунії, королівський дім Іспанії, королівський дім Великобританії.

## Родина
Дружина —  Марія Луїза Гессен-Кассельська (1688—1765)
Діти:
- Ганна Шарлотта Амалія (1710—1777) — вийшла заміж за Фредеріка, спадкового принца Баден-Дурлаха; їх син Карл Фрідріх, великий князь Баденський
- Віллем IV (1711—1751) — принц Оранський, одружився з Анною, королівською принцесою Англії; генеральний штатгальтер Республіки Сполучених провінцій (1747—1751).